# پیش‌گفتارها
پیش‌گفتارها (انگلیسی: Prefaces) کتابی است از سورن کی‌یرکگور است که با نام مستعار «نیکولاس نوتابنه» منتشر شده است. معنای بخش دوم نام مستعار استفاده‌شده یعنی «Nota bene» در پیشگفتارها، به زبان لاتین به‌معنای «لطفاً توجه داشته باشید» است. کی‌یرکگور در اثر دیگرش با عنوان نمونه‌نگاری آن را توضیح داده است؛ او دو بار برای تأکید آورده است: «لطفاً پیش‌گفتار زیر را بخوانید، زیرا حاوی چیزهای بسیار مهمی است.» او سعی می‌کرد به منتقدانش بگوید که مقدمه کتاب‌هایش را بخوانند، زیرا کلید درک کتاب در آن‌ها است.